# Sega System 18
Le Sega System 18 est un système d'arcade au standard JAMMA publié par Sega en 1989.
La System 18 n'est que l'évolution de la System 16 avec des améliorations au niveau du son et des meilleurs graphismes. Elle dispose également du système VDP de la Mega Drive qui permet 2 plans d'affichage (horizontal et vertical)

## Problèmes connus

### Problème de "batterie suicidaire"[1]
La System 18 embarquant le même système que la System 16, elle reçoit également les problèmes de batterie suicidaire de son ainé.
La System 18 est équipée d'une pile intégrée qui permet de stocker les clés de chiffrements nécéssaire au déchiffrement des données de jeu. Mais, si cette pile vient à s'épuiser, des problèmes dans les jeux peuvent apparaitre (son coupé, jeu injouable …).
Il existe un guide pour savoir si une System 16/18 est touchée par ce problème en regardant le processeur.

## Liste des jeux
| Titre                        | Date de sortie | Notes |
| ---------------------------- | -------------- | ----- |
| Alien Storm                  | 1990           |       |
| Bloxeed                      | 1990           |       |
| Clutch Hitter                | 1991           |       |
| D.D. Crew                    | 1991           |       |
| Desert Breaker               | 1992           |       |
| Laser Ghost                  | 1990           |       |
| Michael Jackson's Moonwalker | 1990           |       |
| Shadow Dancer                | 1989           |       |
| Where's Wally!               | 1992           |       |

## Matériels
- Processeur principal : Motorola 68000 à 10 MHz (16-bit & 32-bit instructions à 1.75 MIPS)
- Processeur audio : Zilog Z80 à 8 MHz (8-bit & 16-bit instructions à 1.16 MIPS)[4]
- Puce audio : 2 × Yamaha YM3438 à 8 MHz + Ricoh RF5c68 à 10 MHz (8-channel PCM chip, remarked as Sega Custom 315)
- Puce graphique : Sega System 16B chipset, Yamaha YM7101 VDP
- Résolution : 320 × 224 px
- Couleurs : 98,304
- Couleurs affichées : De 4096 à 8384 couleurs